# DKW 4=8
La DKW 4=8 è un'autovettura di fascia media prodotta dal 1930 al 1932 dalla Casa automobilistica tedesca DKW.

## Storia e profilo
Quella della 4=8 è la storia della volontà cocciuta di un'azienda e del suo fondatore Jørgen Skafte Rasmussen di voler espandere la produzione automobilistica verso segmenti più alti e con nuove soluzioni tecniche. Il succedersi delle enormi difficoltà incontrate, spesso rimaste persino insolute, si intrecciò con le vicende storiche dell'azienda stessa durante i primi anni trenta.

### Genesi del modello
L'idea di produrre una vettura da affiancare alla DKW P15, rispetto alla quale avrebbe dovuto posizionarsi un gradino più in alto, balenò nella mente di Rasmussen nell'autunno del 1927, proprio nel periodo in cui la P15 era in fase di sviluppo. Egli ebbe notizia che al Politecnico di Dresda due ingegneri di nome Paffrath e Gehle avevano sperimentato un motore V4 a due tempi, un motore che aveva la particolarità di possedere un pistone supplementare per bancata, che agiva come dispositivo per una migliore miscelazione dell'aria e del carburante all'interno dei veri e propri cilindri attivi. Tale sistema era reso ancor più particolare dal fatto che il pistone supplementare era a doppia azione, cioè effettuava il suo compito sia nelle fasi di salita che in quelle di discesa.

Rasmussen contattò i due, che dimostrarono scarso interesse a evolvere oltre la loro invenzione, e acquistò la licenza di questo motore particolare. Inoltre, assunse i due ingegneri già a partire dal mese di dicembre dello stesso anno.

Inizialmente il motore sperimentato da Paffrath e Gehle aveva una cilindrata di 0.5 litri, ma subito venne portata a 1 litro per meglio incontrare le caratteristiche che la vettura doveva avere e la fascia di mercato che doveva occupare. Fin dal principio, nonostante l'entusiasmo profuso dai tecnici DKW nella progettazione del motore, vennero incontrate notevoli difficoltà di realizzazione, difficoltà derivanti dalla particolare complessità del motore V4 con pistoni supplementari.

### Debutto
In ogni caso, si riuscì ad arrivare all'appuntamento con la presentazione al Salone di Berlino, nell'autunno del 1928, almeno allo stadio di prototipo. A fianco della P15 venne presentato un nuovo modello, esposto sia come berlina a 2 porte, sia come cabrio-limousine. Questo modello prese inizialmente la denominazione di P25, per meglio evidenziare il fatto che si trattava di un modello di fascia superiore rispetto alla P15.

Nel descrivere il motore della P25, si entrò molto nel tecnico per solleticare l'interesse della potenziale clientela. Si evidenziò come il sogno di chiunque, all'epoca, fosse quello di possedere un'auto a 8 cilindri e che un normale motore a 8 cilindri e a 4 tempi fosse caratterizzato dal completare 4 cicli utili a ogni giro dell'albero motore. Con la P25, essendo mossa da un motore V4 a due tempi, si riusciva a ottenere lo stesso risultato ma con 4 cilindri, laddove un normale 4 cilindri a 4 tempi avrebbe permesso di completarne solo due nella stessa unità di tempo. Poiché fu presto spiegata l'analogia tra il V4 di Paffrath-Gehle e un normale 8 cilindri a 4 tempi, ecco che la denominazione commerciale della vettura divenne 4=8.

### Il prototipoP25
Strutturalmente, la 4=8 Typ P25 conservava parecchie soluzioni della P15, prima fra tutte la scocca portante in legno con esterni rivestiti in similpelle. Il corpo vettura era più grande di quello della P15, anche se in realtà la vettura pareva semplicemente una P15 in scala ingrandita. La meccanica telaistica era anch'essa ripresa dalla P15, a cominciare dalle sospensioni ad assale rigido con una molla a balestra trasversale su ogni asse. Anche l'impianto frenante, di tipo meccanico, era ripreso dalla "sorella minore": anche in questo caso il freno di servizio agiva su tutte e quattro le ruote, mentre il freno a mano bloccava solo la ruota anteriore sinistra e la posteriore destra. Il motore era caratterizzato da una cilindrata di 980 cm³ ed era in grado di erogare una potenza massima di 25 CV a 3200 giri/min. La trazione era sulle ruote posteriori e il cambio era del tipo manuale a 3 marce, interfacciato al motore mediante una frizione monodisco a secco.

### Evoluzione
L'avvio della commercializzazione, previsto per la primavera del 1929, dovette essere purtroppo rimandato a causa di problemi tecnici piuttosto grossi, I più frequenti inconvenienti che si riscontrarono durante i test della vettura furono: l'usura precoce e/o il grippaggio dei pistoni in seguito al surriscaldamento, l'inadeguata lubrificazione, il danneggiamento del sistema a pistone ausiliario e l'eccessivo consumo. Rasmussen, che credeva ciecamente nella validità del progetto, cominciò a essere sempre più convinto che qualcuno all'interno della fabbrica di Zschopau stesse sabotando il progetto stesso, perciò trasferì le operazioni di messa a punto del motore allo stabilimento Audi di Zwickau (l'Audi era entrata l'anno prima nell'orbita dell'impero di Rasmussen). Durante tutto il 1929 si lavorò alacremente alla ricerca di soluzioni per portare il V4 a un corretto ad affidabile funzionamento, ma anche i tecnici Audi non riuscirono a trovare soluzioni valide che ponessero fine ai frequenti episodi di guasto. Ma Rasmussen non volle sentir ragione sui problemi di affidabilità del V4 e nonostante tutto decise che il lancio commerciale della nuova 4=8 sarebbe avvenuto nel marzo del 1930. Nel frattempo, le operazioni di assemblaggio del motore furono nuovamente portate a Zschopau.

#### Le prime 4=8 V800

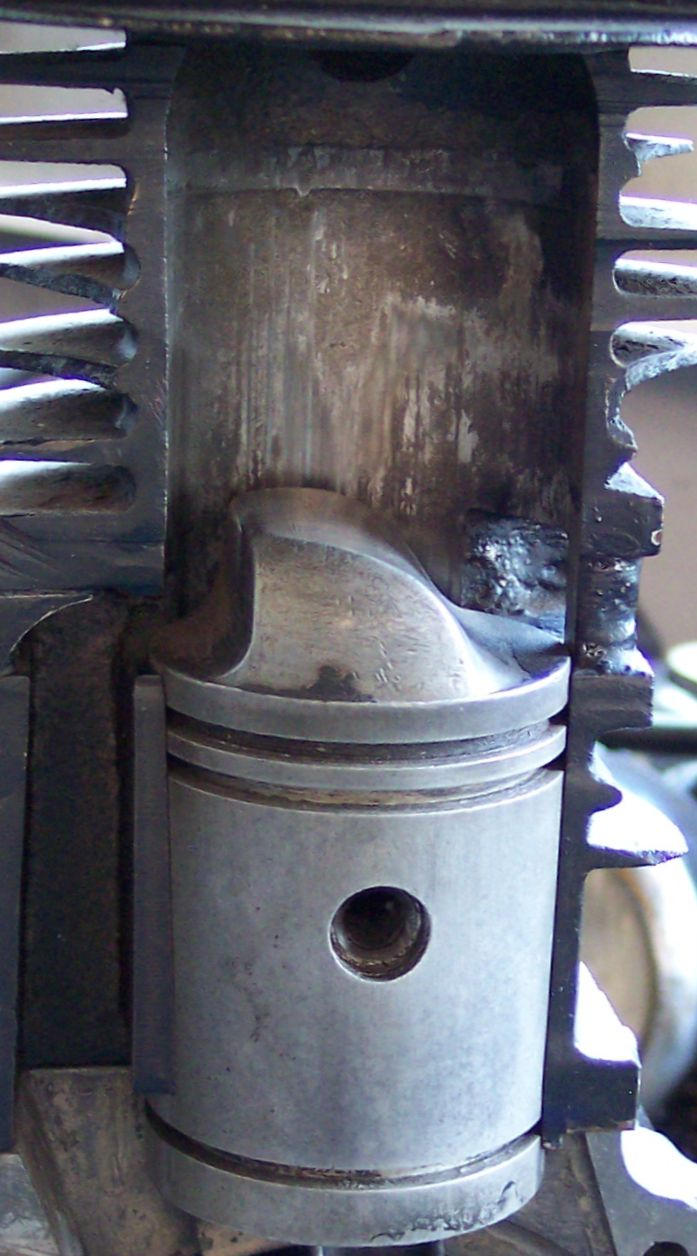
Un pistone con sporgenza superiore per l'ottimizzazione del flusso aria/carburante

Per il vero e proprio debutto la 4=8 ricevette un V4 dalla cilindrata ridotta a 780 cm³, per una potenza massima che scese così a 22 CV. In questa sua nuova configurazione, la denominazione completa della vettura fu 4=8 V800, dove l'ultima sigla stava a indicare ovviamente l'architettura del motore e la cilindrata approssimata per eccesso. Un altro significativo aggiornamento meccanico stava nel fatto che le due bancate erano a testata fissa, una soluzione desueta già all'epoca del debutto della vettura e che di fatto non avrebbe tardato a manifestare i suoi svantaggi. La sommità dei pistoni venne sagomata in modo da presentare una sorta di sporgenza "a becco" nella parte superiore, sporgenza nota con il nome di deflettore. I tedeschi lo chiamano "nasenkolben" ("pistone a naso") e tale soluzione serve a ottimizzare e meglio indirizzare il flusso della miscela aria/carburante all'interno dei cilindri. Come svantaggi, i pistoni di questo tipo erano invece soggetti a un maggior riscaldamento ed erano più pesanti. Un altro problema che si evidenziò fin dall'inizio, ma che di fatto era anche già stato menzionato e ricorreva anche nel prototipo, era quello relativo alla scarsa lubrificazione. Tra le altre novità meccaniche, ne va segnalata una relativa al freno a mano, il quale non fu più a cavo, ma venne fatto agire sull'albero di trasmissione. Anche tale soluzione fu decisamente anacronistica nel 1930.

Esteriormente la 4=8 definitiva si distingueva dalla P25 per il cofano motore, dove le precedenti due file di feritoie orizzontali lasciarono il posto a un'unica fila di feritoie verticali. Cambiarono anche il radiatore e il disegno del padiglione. Fu anche spostata la ruota di scorta, che prima era posta anteriormente tra parafango anteriore sinistro e portiera sinistra, e che adesso si trovava in coda, dove venne montato anche un piccolo portabagagli.

Al suo debutto, la 4=8 fu proposta in un'unica variante di carrozzeria, ossia cabrio-limousine (equivalente a quella che nei decenni seguenti sarebbe divenuta nota come "trasformabile") a 4 posti. Il prezzo fissato al lancio fu di 3.300 RM. Il ritmo produttivo inizialmente stabilito da Rasmussen fu di 15 vetture al giorno, ma i soliti problemi tecnici incontrati con il motore ne ridussero la cadenza a non più di 10 esemplari. Era principalmente la fabbrica di Zschopau, dove venivano assemblati i motori, a trovarsi in imbarazzo, proprio a causa di questi problemi. L'assemblaggio finale della vettura avveniva invece a Spandau, presso l'ex-fabbrica della Slaby-Beringer, dove spesso capitava che durante i test su strada i motori manifestassero i loro problemi in maniera così evidente da dover essere rispediti a Zschopau. In entrambe le fabbriche l'entusiasmo per il progetto 4=8 divenne sempre meno e non si era che all'inizio della carriera commerciale della vettura. Oramai non restava che affidarsi al vaglio della clientela e puntualmente giunsero numerosi i reclami. Nel frattempo la produzione giornaliera era scesa a sette esemplari.

Nel mese di agosto del 1930 vi fu il primo aggiornamento tecnico, consistente nell'arrivo di un nuovo retrotreno rinforzato. Il mese successivo la gamma si ampliò con l'arrivo della cabrio-limousine a 2 posti, che in realtà poteva disporre del famoso posto della suocera, ossia un sedile a scomparsa posto nella parte posteriore, al di fuori dello spazio coperto dalla capote e quindi esposto alle intemperie. Nello stesso periodo il motore V4 ricevette le testate smontabili per la due bancate, così da poter semplificare le operazioni di manutenzione e le riparazioni, ormai frequentissime.

I rapporti tra i vertici DKW si fecero tesi, in particolare quelli tra Rasmussen e il direttore commerciale dell'azienda Carl Hahn, fino a quel momento molto amichevoli. Tali rapporti si guastarono e non tornarono mai più come prima. Nel frattempo, Rasmussen, si ostinò a investire in un progetto che pareva non avere futuro: il ricorso alle banche da parte dell'industriale danese per coprire gli investimenti dietro la messa a punto del V4 (ma anche per gestire l'ingombrante e altrettanto poco redditizia acquisizione dell'Audi) si fece così consistente da spingere la Sächsische Staatsbank a introdurre un suo emissario nel Consiglio di Amministrazione della DKW. Tale emissario si chiamava Richard Bruhn e negli anni a venire divenne uno degli uomini chiave per il futuro della DKW.

#### Dalla V1000 alla Sonderklasse
Nel 1931 il V4 della 4=8 venne riportato a un litro di cilindrata, e più precisamente a 988 cm³, mentre la potenza venne analogamente riportata a 25 CV, riprendendo quindi le caratteristiche del V4 montato sul prototipo P25. Il cambio passò da 3 a 4 marce. Il modello così ottenuto venne denominato 4=8 V1000 e fu presentato nel marzo del 1931 al Salone di Berlino, che quell'anno si tenne in primavera. Non solo il motore, ma anche la vettura in sé fu considerevolmente aggiornata: le dimensioni crebbero per offrire più spazio all'interno dell'abitacolo. Nella versione a due posti anche il posto della suocera, tipicamente scomodo, divenne più spazioso. Un'altra analogia con il prototipo P25 si ebbe con l'arrivo nella gamma di una berlina a 2 porte o coach, come veniva abitualmente chiamato questo genere di vetture. Il radiatore ricevette per la prima volta il nuovo stemma DKW con i colori bianco-verdi della Sassonia, mentre le ruote ricevettero nuovi coprimozzi più eleganti. Era previsto anche un allestimento più lussuoso, comprendente fari con calotte cromate e paraurti cromati. In più era possibile far carrozzare la vettura dalla carrozzeria Voll& Ruhrbeck, convenzionata con la DKW e che aveva previsto una carrozzeria cabriolet, stavolta completamente in lamiera e caratterizzata (per la prima volta in una DKW) da un parabrezza inclinato che conferiva maggior dinamismo al corpo vettura. Nella gamma principale il prezzo invece diminuì, in modo da rendere più appetibile la vettura anche al di là dei problemi tecnici che ancora continuavano a essere riscontrati. Si arrivò anche alla situazione in cui a Spandau il ritmo di produzione delle carrozzerie fu superiore a quello di assemblaggio dei motori. Per smaltire le scocche in eccesso si decise di adoperarle per una vettura dotata di motore a quattro tempi. Mancando un motore intorno al litro di cilindrata o poco più (la Wanderer, che li stava producendo non era ancora entrata a collaborare con la DKW nell'ambito dell'Auto Union), la Casa di Zschopau decise di utilizzare su licenza il motore SE della Peugeot, già utilizzato da quest'ultima per la 201. Il risultato fu una vettura commercializzata come Audi Typ P, ma che ebbe uno scarsissimo successo.

Nel febbraio del 1932 la gamma V1000 fu integrata con l'arrivo di una versione con allestimento particolarmente lussuoso: tale versione prese il nome di Sonderklasse. Tale denominazione, che inizialmente indicava solo un allestimento più elegante, finirà in seguito con il soppiantare anche le V1000 e avrebbe rappresentato la vera erede delle 4=8, pur non costituendo altro che una versione più lussuosa e stilisticamente più moderna rispetto alla 4=8 stessa.

### Tabella dati tecnici
| Modello                            | V800                                                                     | V800                                                                     | V1000                                                                    | V1000                                                                    | V1000                                                                    | V1000                                                                    | V1000                                                                    |
| ---------------------------------- | ------------------------------------------------------------------------ | ------------------------------------------------------------------------ | ------------------------------------------------------------------------ | ------------------------------------------------------------------------ | ------------------------------------------------------------------------ | ------------------------------------------------------------------------ | ------------------------------------------------------------------------ |
| Versione                           | cabrio-limousine a 4 posti                                               | cabrio-limousine a 2 posti                                               | cabrio-limousine a 4 posti                                               | cabrio-limousine a 2 posti                                               | coach                                                                    | Cabriolet (Voll & Ruhrbeck)                                              | Kübelwagen                                                               |
| Anni di produzione                 | 03/1930-03/1931                                                          | 09/1930-03/1931                                                          | 02/1931-12/1932                                                          | 02/1931-09/1932                                                          | 02/1931-09/1932                                                          | -                                                                        | -                                                                        |
| Esemplari prodotti                 | 1.590                                                                    | 108                                                                      | 2.178                                                                    | 387                                                                      | 403                                                                      | 25                                                                       | 2                                                                        |
| Motore                             | A due tempi                                                              | A due tempi                                                              | A due tempi                                                              | A due tempi                                                              | A due tempi                                                              | A due tempi                                                              | A due tempi                                                              |
| Posizione                          | anteriore longitudinale                                                  | anteriore longitudinale                                                  | anteriore longitudinale                                                  | anteriore longitudinale                                                  | anteriore longitudinale                                                  | anteriore longitudinale                                                  | anteriore longitudinale                                                  |
| Numero e disposizione dei cilindri | 4 cilindri a V                                                           | 4 cilindri a V                                                           | 4 cilindri a V                                                           | 4 cilindri a V                                                           | 4 cilindri a V                                                           | 4 cilindri a V                                                           | 4 cilindri a V                                                           |
| Cilindrata (cm³)                   | 780                                                                      | 780                                                                      | 988                                                                      | 988                                                                      | 988                                                                      | 988                                                                      | 988                                                                      |
| Alesaggio e corsa (mm)             | 60x68.5                                                                  | 60x68.5                                                                  | 68x68.5                                                                  | 68x68.5                                                                  | 68x68.5                                                                  | 68x68.5                                                                  | 68x68.5                                                                  |
| Alimentazione                      | Carburatore                                                              | Carburatore                                                              | Carburatore                                                              | Carburatore                                                              | Carburatore                                                              | Carburatore                                                              | Carburatore                                                              |
| Potenza nominale (CV a giri/min)   | 22 a 3500 giri/min                                                       | 22 a 3500 giri/min                                                       | 25 a 3500 giri/min                                                       | 25 a 3500 giri/min                                                       | 25 a 3500 giri/min                                                       | 25 a 3500 giri/min                                                       | 25 a 3500 giri/min                                                       |
| Trazione                           | Posteriore                                                               | Posteriore                                                               | Posteriore                                                               | Posteriore                                                               | Posteriore                                                               | Posteriore                                                               | Posteriore                                                               |
| Cambio                             | Manuale a 3 marce                                                        | Manuale a 3 marce                                                        | Manuale a 4 marce                                                        | Manuale a 4 marce                                                        | Manuale a 4 marce                                                        | Manuale a 4 marce                                                        | Manuale a 4 marce                                                        |
| Frizione                           | Monodisco a secco                                                        | Monodisco a secco                                                        | Monodisco a secco                                                        | Monodisco a secco                                                        | Monodisco a secco                                                        | Monodisco a secco                                                        | Monodisco a secco                                                        |
| Struttura                          | Scocca portante in acciaio con pannelli in legno rivestiti in similpelle | Scocca portante in acciaio con pannelli in legno rivestiti in similpelle | Scocca portante in acciaio con pannelli in legno rivestiti in similpelle | Scocca portante in acciaio con pannelli in legno rivestiti in similpelle | Scocca portante in acciaio con pannelli in legno rivestiti in similpelle | Scocca portante in acciaio con pannelli in legno rivestiti in similpelle | Scocca portante in acciaio con pannelli in legno rivestiti in similpelle |
| Sospensioni ant.                   | Assale rigido con molle a balestra ed ammortizzatori ad attrito          | Assale rigido con molle a balestra ed ammortizzatori ad attrito          | Assale rigido con molle a balestra ed ammortizzatori ad attrito          | Assale rigido con molle a balestra ed ammortizzatori ad attrito          | Assale rigido con molle a balestra ed ammortizzatori ad attrito          | Assale rigido con molle a balestra ed ammortizzatori ad attrito          | Assale rigido con molle a balestra ed ammortizzatori ad attrito          |
| Sospensioni post.                  | Assale rigido con molle a balestra ed ammortizzatori ad attrito          | Assale rigido con molle a balestra ed ammortizzatori ad attrito          | Assale rigido con molle a balestra ed ammortizzatori ad attrito          | Assale rigido con molle a balestra ed ammortizzatori ad attrito          | Assale rigido con molle a balestra ed ammortizzatori ad attrito          | Assale rigido con molle a balestra ed ammortizzatori ad attrito          | Assale rigido con molle a balestra ed ammortizzatori ad attrito          |
| Freno a pedale                     | Sulle quattro ruote a comando meccanico                                  | Sulle quattro ruote a comando meccanico                                  | Sulle quattro ruote a comando idraulico                                  | Sulle quattro ruote a comando idraulico                                  | Sulle quattro ruote a comando idraulico                                  | Sulle quattro ruote a comando idraulico                                  | Sulle quattro ruote a comando idraulico                                  |
| Freno a mano                       | A comando meccanico sulla trasmissione                                   | A comando meccanico sulla trasmissione                                   | A comando meccanico sulla trasmissione                                   | A comando meccanico sulla trasmissione                                   | A comando meccanico sulla trasmissione                                   | A comando meccanico sulla trasmissione                                   | A comando meccanico sulla trasmissione                                   |
| Pneumatici                         | 26x4.40                                                                  | 26x4.40                                                                  | 26x4.40                                                                  | 26x4.40                                                                  | 26x4.40                                                                  | 26x4.40                                                                  | 26x4.40                                                                  |
| Massa in ordine di marcia          | 750                                                                      | 750                                                                      | 780                                                                      | 780                                                                      | 780                                                                      | 780                                                                      | 780                                                                      |
| Velocità massima                   | 85                                                                       | 85                                                                       | 90                                                                       | 90                                                                       | 90                                                                       | 90                                                                       | 90                                                                       |
| Consumo medio                      | 11                                                                       | 11                                                                       | 10-12                                                                    | 10-12                                                                    | 10-12                                                                    | 10-12                                                                    | 10-12                                                                    |